# Sant Genèst de Champanèla
Sant Genèst de Champanèla (en francès, Saint-Genès-Champanelle) és un municipi francès situat al departament del Puèi Domat i a la regió d'Alvèrnia-Roine-Alps. L'any 2007 tenia 3.044 habitants.

## Demografia

### Població
El 2007 la població de fet de Saint-Genès-Champanelle era de 3.044 persones. Hi havia 1.148 famílies de les quals 228 eren unipersonals (96 homes vivint sols i 132 dones vivint soles), 364 parelles sense fills, 476 parelles amb fills i 80 famílies monoparentals amb fills.
La població ha evolucionat segons el següent gràfic:
Habitants censats

### Habitatges
El 2007 hi havia 1.308 habitatges, 1.161 eren l'habitatge principal de la família, 101 eren segones residències i 46 estaven desocupats. 1.251 eren cases i 53 eren apartaments. Dels 1.161 habitatges principals, 981 estaven ocupats pels seus propietaris, 133 estaven llogats i ocupats pels llogaters i 47 estaven cedits a títol gratuït; 7 tenien una cambra, 46 en tenien dues, 138 en tenien tres, 316 en tenien quatre i 654 en tenien cinc o més. 1.000 habitatges disposaven pel capbaix d'una plaça de pàrquing. A 336 habitatges hi havia un automòbil i a 772 n'hi havia dos o més.

### Piràmide de població
La piràmide de població per edats i sexe el 2009 era:
| Homes | Edats   | Dones |
| ----- | ------- | ----- |
| 0     | 95 o +  | 0     |
| 0     | 90 a 94 | 8     |
| 4     | 85 a 89 | 4     |
| 0     | 80 a 84 | 12    |
| 16    | 75 a 79 | 28    |
| 40    | 70 a 74 | 52    |
| 64    | 65 a 69 | 52    |
| 68    | 60 a 64 | 40    |
| 80    | 55 a 59 | 80    |
| 124   | 50 a 54 | 100   |
| 112   | 45 a 49 | 132   |
| 128   | 40 a 44 | 104   |
| 144   | 35 a 39 | 140   |
| 68    | 30 a 34 | 112   |
| 52    | 25 a 29 | 76    |
| 68    | 20 a 24 | 64    |
| 64    | 15 a 19 | 104   |
| 112   | 10 a 14 | 96    |
| 84    | 5 a 9   | 68    |
| 80    | 0 a 4   | 96    |

## Economia
El 2007 la població en edat de treballar era de 2.094 persones, 1.570 eren actives i 524 eren inactives. De les 1.570 persones actives 1.488 estaven ocupades (782 homes i 706 dones) i 82 estaven aturades (36 homes i 46 dones). De les 524 persones inactives 198 estaven jubilades, 236 estaven estudiant i 90 estaven classificades com a «altres inactius».

### Ingressos
El 2009 a Saint-Genès-Champanelle hi havia 1.244 unitats fiscals que integraven 3.233 persones, la mediana anual d'ingressos fiscals per persona era de 22.370 €.

### Activitats econòmiques
Dels 98 establiments que hi havia el 2007, 1 era d'una empresa extractiva, 3 d'empreses alimentàries, 2 d'empreses de fabricació d'altres productes industrials, 22 d'empreses de construcció, 17 d'empreses de comerç i reparació d'automòbils, 4 d'empreses de transport, 12 d'empreses d'hostatgeria i restauració, 2 d'empreses d'informació i comunicació, 4 d'empreses financeres, 2 d'empreses immobiliàries, 11 d'empreses de serveis, 9 d'entitats de l'administració pública i 9 d'empreses classificades com a «altres activitats de serveis».
Dels 29 establiments de servei als particulars que hi havia el 2009, 1 era una oficina de correu, 4 tallers de reparació d'automòbils i de material agrícola, 3 paletes, 3 guixaires pintors, 6 fusteries, 3 lampisteries, 2 electricistes, 1 empresa de construcció, 1 perruqueria, 4 restaurants i 1 agència immobiliària.
Dels 3 establiments comercials que hi havia el 2009, 1 era una botiga de menys de 120 m² i 2 fleques.
L'any 2000 a Saint-Genès-Champanelle hi havia 37 explotacions agrícoles que ocupaven un total de 1.309 hectàrees.

## Equipaments sanitaris i escolars
L'únic equipament sanitari que hi havia el 2009 era una farmàcia.
El 2009 hi havia 1 escola maternal i 1 escola elemental.

## Poblacions més properes
El següent diagrama mostra les poblacions més properes.